# Acarnus caledoniensis
Acarnus caledoniensis är en svampdjursart som beskrevs av Hooper och Claude Lévi 1993. Acarnus caledoniensis ingår i släktet Acarnus och familjen Acarnidae.
Artens utbredningsområde är havet kring Nya Kaledonien. Inga underarter finns listade i Catalogue of Life.